# 中山文十郎
中山文十郎（日语：／ Nakayama Bunjūrō，1964年5月15日—），日本小說家、漫畫原作者。男性。代表作是原作暨改編電視動畫《魔力女管家》。

## 來歷、人物
筆名源自田村高廣演出的時代劇主角「中山文十郎」（日文讀音同上）。於發表以成人遊戲為基礎的《同級生》和以漫畫為基礎的《潮與虎》等大眾為對象的小說時，根據作品的不同，使用了城池勝幸等筆名，但在《魔力女管家》大受歡迎後，在以大眾為對象的作品中，一直使用中山文十郎這個名字。
他是漫畫家安西信行的老朋友。還從事安西的助手井上和郎和他們的師父藤田和日郎作品小說化的工作。
藤田曾為原著《雪菜的願望》撰寫評論。

## 作品列表
- 潮與虎（原作、插圖：藤田和日郎，《週刊少年Sunday》，1993年—1995年，小學館）
  - Super Quest文庫版（全4冊。城池勝幸名義）
    1. VOL.1 「」1993年1月20日發行 ISBN 4-09-440061-3
    2. VOL.2 「」1993年8月20日發行 ISBN 4-09-440062-1
    3. VOL.3 「」1994年5月20日發行 ISBN 4-09-440063-X
    4. VOL.4 「妖病棟」1995年11月1日發行 ISBN 4-09-440064-8

  - GAGAGA文庫版（中山文十郎名義）
    1. 潮與虎(1)「」「」2008年12月19日發行 ISBN 978-4-09-451109-3
    2. 潮與虎(2)「」「妖病棟」2009年1月21日發行 ISBN 978-4-09-451114-7
- 同級生（全3冊。原作：蛭田昌人、封面 & 口繪插圖：竹井正樹，1994年—1997年，WANI BOOKS（日语：ワニブックス））
  1. 1994年12月10日發行 ISBN 4-8470-3115-6
  2. 1995年12月30日發行 ISBN 4-8470-3174-1
  3. 1997年5月10日發行 ISBN 4-8470-3210-1
- 雪菜的願望（日语：雪菜のねがい）（上下冊。人物設定、插圖：陽氣婢，1999年，WANI BOOKS）
  1. 上冊 ISBN 4-8470-3315-9
  2. 下冊 ISBN 4-8470-3319-1
- 魔力女管家[2]（全8冊。作畫：Ditama某，《Comic Gum》，1999年—2004年，WANI BOOKS）
- （作畫：井上和郎，2004年，《葵DESTRUCTION！井上和郎短篇集》內 ISBN 978-4091210579）
- 世外魔島 ～黑月之王與雙月公主～（全4冊。作畫：緋賀由香理，2006年—2009年，ASCII Media Works）
  1. 2007年4月27日發行 ISBN 978-4-8402-3868-7 （第1話—第4話）
  2. 2007年8月27日發行 ISBN 978-4-8402-4009-3 （第5話—第9話）
  3. 2008年3月21日發行 ISBN 978-4-8402-4198-4 （第10話—第13話）
  4. 2009年3月27日發行 ISBN 978-4-04-867718-9 （第14話—最終話）
- （全4冊，作畫：今之夜清志（日语：今ノ夜きよし），《月刊電撃Comic Gao！》、《Comic Gum》，2007年—2011年，WANI BOOKS）
- （全3冊，《Comic Gum》，2011年—2012年，WANI BOOKS）
  1. 2011年6月25日發行 ISBN 978-4847037757
  2. 2011年12月24日發行 ISBN 978-4847037955
  3. 2012年3月10日發行 ISBN 978-4847038136
- SARASA ～肉食系美少女～（日语：SARASA）（作畫：平手將之（日语：平手将之），《Comic Birz》，2011年—2012年，幻冬舍）
- （漫畫：星野圓（日语：星野円）、服裝設定：駒都英二，《Champion RED Comics（日语：チャンピオンREDコミックス）》，2014年11月20日發行，秋田書店 ISBN 978-4253235747）

## 外部連結
- 中山文十郎的X（前Twitter）（舊） （日語）
- 中山文十郎的X（前Twitter）（新） （日語）